# 鸵鸟目
鸵鸟科（學名：Struthionidae）在鸟类全基因组测序分类系统中是鸟纲古颚下纲鸵鸟目（Struthioniformes）的唯一科，无法飞行是它的特征。现代驼鸟科只剩下鸵鸟属（Struthio）这个分支，其他的分支皆已绝种。
鸵鸟科共有五种，其中阿拉伯鸵鸟已于1941年灭绝。鸵鸟是现代生存的最大的鸟类，人类已经开始驯化它们，以获取羽毛和肉、卵。

## 分类
鸵鸟目在2014年的鸟类分类系统中是鸟纲中仅一个科的目。
1980年代，Sibley和Monroe根据DNA分析的结果对当时的传统鸟类分类作出重大调整。在鸟类DNA分类系统中，鸵鸟目變成鸵鸟下目，和美洲鸵鸟下目(美洲鸵鸟目)合組鸵鸟亞目，鸵鸟亞目再和鹤鸵亚目合組鸵形目，但后来又发现这并非一个单系群，之前包括的鹤鸵、鸸鹋等动物又被独立出去，到了2014年，只剩鸵鸟科。